# Liste der Auslandsreisen von Bundeskanzler Helmut Kohl
Der deutsche Bundeskanzler Helmut Kohl hat während seiner Amtszeit vom 1. Oktober 1982 bis zum 27. Oktober 1998 folgende offizielle Auslandsreisen durchgeführt.

## Liste der Auslandsbesuche

### 1982
| Datum              | Ort                                                      | Hauptgrund                                                                       | Bild |
| ------------------ | -------------------------------------------------------- | -------------------------------------------------------------------------------- | ---- |
| 4. Oktober         | Paris ( Frankreich)                                      | Treffen mit Präsident François Mitterrand                                        |      |
| 5. Oktober         | Brüssel ( Belgien)                                       | Besuch beim Europaparlament                                                      |      |
| 19. Oktober        | London ( Vereinigtes Königreich)                         | Treffen mit Premierministerin Margaret Thatcher                                  |      |
| 14.–17. November   | Washington, D.C. und New York City ( Vereinigte Staaten) | - Treffen mit Präsident Ronald Reagan - Rede vor dem American Council on Germany |      |
| 18. November       | ( Vatikanstadt)                                          | Privataudienz bei Papst Johannes Paul II.                                        |      |
| 3. und 4. Dezember | Kopenhagen ( Dänemark)                                   | Teilnahme am EG-Gipfel                                                           |      |
| 6. Dezember        | Paris ( Frankreich)                                      | Treffen mit Präsident François Mitterrand                                        |      |

### 1983
| Datum                     | Ort                                           | Hauptgrund | Bild |
| ------------------------- | --------------------------------------------- | --- | ---- |
| 13. Januar                | Wien ( Österreich)                            | Treffen mit Politikern der ÖVP                                                                                               |      |
| 21. Januar                | Paris ( Frankreich)                           | Teilnahme an den Feierlichkeiten zum 20. Jahrestag Deutsch-Französischer Vertrag                                             |      |
| 4. Februar                | Chequers, London ( Vereinigtes Königreich)    | Treffen mit Premierministerin Margaret Thatcher                                                                              |      |
| 10. Februar               | Straßburg ( Frankreich)                       | Besuch beim Europäischen Parlament                                                                                           |      |
| 21. März                  | Brüssel ( Belgien)                            | Teilnahme am Europäischen Rat                                                                                                |      |
| 2. April                  | Bregenz ( Österreich)                         | Gespräch mit dem ÖVP-Vorsitzenden Alois Mock                                                                                 |      |
| 15. April                 | Washington, D.C. ( Vereinigte Staaten)        | - Treffen mit Präsident Ronald Reagan - Treffen mit Vizepräsident George H. W. Bush                                          |      |
| 21. und 22. April         | London ( Vereinigtes Königreich)              | Treffen mit Premierministerin Margaret Thatcher                                                                              |      |
| 27. und 28. April         | Rom ( Italien)                                | Treffen mit Ministerpräsident Amintore Fanfani                                                                               |      |
| 16. und 17. Mai           | Paris ( Frankreich)                           | Treffen mit Präsident François Mitterrand                                                                                    |      |
| 28.–30. Mai               | Williamsburg (Virginia) ( Vereinigte Staaten) | Teilnahme am G7-Gipfel |      |
| 26. Juni                  | London ( Vereinigtes Königreich)              | Gründung der „Wertegemeinschaft für Frieden, Freiheit und Gerechtigkeit“                                                     |      |
| 30. Juni                  | Straßburg ( Frankreich)                       | Besuch beim Europäischen Parlament                                                                                           |      |
| 4.–7. Juli                | Moskau und Kiew ( Sowjetunion)                | - Treffen mit Generalsekretär Juri Wladimirowitsch Andropow - Treffen mit Ministerpräsident Nikolai Alexandrowitsch Tichonow |      |
| 19. Juli                  | Vogesen ( Frankreich)                         | Treffen mit Präsident François Mitterrand                                                                                    |      |
| 3. Oktober                | Brüssel ( Belgien)                            | Treffen führender christlich-demokratischer Politiker der EG                                                                 |      |
| 5.–7. Oktober             | Amman ( Jordanien)                            | Treffen mit König Hussein I.                                                                                                 |      |
| 7.–9. Oktober             | Kairo ( Ägypten)                              | - Treffen mit Präsident Husni Mubarak - Treffen mit Ministerpräsident Fuad Mohieddin                                         |      |
| 9.–11. Oktober            | Saudi-Arabien                                 | Treffen mit König Fahd ibn Abd al-Aziz                                                                                       |      |
| 31. Oktober – 4. November | Tokio und Kyōto ( Japan)                      | - Treffen mit Premierminister Nakasone Yasuhiro - Audienz bei Kaiser Hirohito - Rede vor dem japanischen Parlament           |      |
| 4. und 5. November        | Jakarta ( Indonesien)                         | Treffen mit Präsident Haji Mohamed Suharto                                                                                   |      |
| 5. und 6. November        | Neu-Delhi ( Indien)                           | Treffen mit Premierministerin Indira Gandhi                                                                                  |      |
| 6. Dezember               | Athen ( Griechenland)                         | Teilnahme am EG-Gipfel |      |

### 1984
| Datum                 | Ort                                        | Hauptgrund                                                                                           | Bild |
| --------------------- | ------------------------------------------ | --- | ---- |
| 19. Januar            | Neapel ( Italien)                          | Treffen mit Ciriaco De Mita                                                                          |      |
| 20. Januar            | Stadt Luxemburg ( Luxemburg)               | Treffen mit Premierminister Pierre Werner                                                            |      |
| 24.–29. Januar        | Tel Aviv und Jerusalem ( Israel)           | Treffen mit Ministerpräsident Jitzchak Schamir                                                       |      |
| 13.–14. Februar       | Moskau ( Sowjetunion)                      | Teilnahme an der Trauerfeier für Juri Wladimirowitsch Andropow                                       |      |
| 16. Februar           | Brüssel ( Belgien)                         | Treffen mit Premierminister Wilfried Martens                                                         |      |
| 24. Februar           | Paris ( Frankreich)                        | Treffen mit Präsident François Mitterrand                                                            |      |
| 28. Februar           | London ( Vereinigtes Königreich)           | Treffen mit Premierministerin Margaret Thatcher                                                      |      |
| 4.–6. März            | Washington, D.C. ( Vereinigte Staaten)     | - Treffen mit Präsident Ronald Reagan - Gespräch mit Außenminister George Shultz                     |      |
| 19. und 20. März      | Brüssel ( Belgien)                         | Teilnahme am EG-Gipfel                                                                               |      |
| 28. und 29. März      | Lissabon ( Portugal)                       | Treffen mit Premierminister Mário Soares                                                             |      |
| 2. Mai                | Chequers ( Vereinigtes Königreich)         | Treffen mit Premierministerin Margaret Thatcher                                                      |      |
| 17. und 18. Mai       | Madrid ( Spanien)                          | Treffen mit Ministerpräsident Felipe González                                                        |      |
| 28. und 29. Mai       | Paris ( Frankreich)                        | Treffen mit Präsident François Mitterrand                                                            |      |
| 7.–9. Juni            | London ( Vereinigtes Königreich)           | Teilnahme am G7-Gipfel                                                                               |      |
| 28. und 29. Mai       | Paris ( Frankreich)                        | Besuch beim Eröffnungsspiel bei der EM-1984                                                          |      |
| 21.–23. Juni          | Budapest ( Ungarn)                         | - Treffen mit Generalsekretär János Kádár - Treffen mit Ministerpräsident György Lázár               |      |
| 25. und 26. Juni      | Fontainebleau ( Frankreich)                | Teilnahme am EG-Gipfel                                                                               |      |
| 4.–8. Juli            | Córdoba ( Argentinien)                     | Treffen mit Präsident Raúl Alfonsín                                                                  |      |
| 8.–12. Juli           | Mexiko-Stadt ( Mexiko)                     | Treffen mit Präsident Miguel de la Madrid                                                            |      |
| 13. August            | Wolfgangsee ( Österreich)                  | Treffen mit Alois Mock                                                                               |      |
| 6. und 7. September   | Oslo und Akershus ( Norwegen)              | Treffen mit Ministerpräsident Kåre Willoch                                                           |      |
| 22. September         | Verdun ( Frankreich)                       | Treffen mit dem französischen Staatspräsidenten François Mitterrand, berühmter Handschlag von Verdun |      |
| 24. und 25. September | Kopenhagen ( Dänemark)                     | Treffen mit Ministerpräsident Poul Schlüter                                                          |      |
| 6.–13. Oktober        | Peking und Shanghai ( Volksrepublik China) | Treffen mit Ministerpräsident Zhao Ziyang                                                            |      |
| 13. und 14. Oktober   | Islamabad ( Pakistan)                      | Treffen mit Präsident Mohammed Zia-ul-Haq                                                            |      |
| 14. November          | Stresa ( Italien)                          | Treffen mit Ministerpräsident Bettino Craxi                                                          |      |
| 19. November          | Paris ( Frankreich)                        | Treffen mit Präsident François Mitterrand                                                            |      |
| 21. November          | Wien ( Österreich)                         | Treffen mit Bundeskanzler Fred Sinowatz                                                              |      |
| 30. November          | Washington, D.C. ( Vereinigte Staaten)     | - Treffen mit Präsident Ronald Reagan - Treffen mit Vizepräsident George H. W. Bush                  |      |
| 4. Dezember           | Dublin ( Irland)                           | Teilnahme am EG-Gipfel                                                                               |      |

### 1985
| Datum            | Ort                                            | Hauptgrund | Bild |
| ---------------- | ---------------------------------------------- | --- | ---- |
| 31. Januar       | Davos ( Schweiz)                               | Rede vor dem Weltwirtschaftsforum |      |
| 28. Februar      | Paris ( Frankreich)                            | Treffen mit Präsident François Mitterrand |      |
| 12. März         | Moskau ( Sowjetunion)                          | Teilnahme an der Trauerfeier für Konstantin Tschernenko                                                                                             |      |
| 25. März         | Paris ( Frankreich)                            | Treffen mit Präsident François Mitterrand |      |
| 29. und 30. März | Brüssel ( Belgien)                             | Teilnahme am EG-Gipfel |      |
| 16. Mai          | Tønder ( Dänemark)                             | Treffen mit dem dänischen Ministerpräsidenten Poul Schlüter                                                                                         |      |
| 18. Mai          | Chequers ( Vereinigtes Königreich)             | Treffen mit Premierministerin Margaret Thatcher |      |
| 4.–6. Juni       | Belgrad ( Jugoslawien)                         | Treffen mit Ministerpräsidentin Milka Planinc |      |
| 28. und 29. Juni | Mailand ( Italien)                             | Teilnahme am EG-Gipfel |      |
| 9.–11. Juli      | Ankara und Istanbul ( Türkei)                  | - Treffen mit Ministerpräsident Turgut Özal - Treffen mit Präsident Kenan Evren                                                                     |      |
| 7. August        | Sankt Gilgen ( Österreich)                     | Verleihung der Ehrenbürgerschaft durch Bürgermeister Franz Leitner                                                                                  |      |
| 24. August       | Fort de Brégançon ( Frankreich)                | Treffen mit Präsident François Mitterrand |      |
| 22.–26. Oktober  | New York City ( Vereinigte Staaten)            | - Teilnahme zum Festakt des 40. Jubiläum der Vereinten Nationen - Treffen mit Präsident Ronald Reagan - Gespräch mit Präsident Eduard Schewardnadse |      |
| 21. November     | Brüssel ( Belgien)                             | Teilnahme am NATO-Gipfel |      |
| 27. November     | London und Cambridge ( Vereinigtes Königreich) | - Treffen mit Premierministerin Margaret Thatcher - Rede vor der Universität Cambridge                                                              |      |
| 2.–4. Dezember   | Luxemburg-Stadt ( Luxemburg)                   | Teilnahme an einem Gipfel |      |
| 17. Dezember     | Paris ( Frankreich)                            | Treffen mit Präsident François Mitterrand |      |

### 1986
| Datum                | Ort                                                | Hauptgrund | Bild |
| -------------------- | -------------------------------------------------- | --- | ---- |
| 5.–7. Februar        | Paris ( Frankreich)                                | Teilnahme an der Internationalen Waldschutz-Konferenz                                                                                   |      |
| 27.–28. Februar      | Paris ( Frankreich)                                | - Treffen mit Präsident François Mitterrand - Verleihung des Großkreuz der Ehrenlegion                                                  |      |
| 15. März             | Stockholm ( Schweden)                              | Teilnahme an der Trauerfeier für den ermordeten schwedischen Ministerpräsidenten Olof Palme                                             |      |
| 27. April            | Salzburg ( Österreich)                             | Treffen mit dem ehemaligen Generalsekretär der Vereinten Nationen Kurt Waldheim                                                         |      |
| 27.–30. April        | Neu-Delhi ( Indien)                                | - Treffen mit Präsident Giani Zail Singh - Treffen mit Premierminister Rajiv Gandhi                                                     |      |
| 30. April – 3. Mai   | Bangkok ( Thailand)                                | - Audienz bei König Bhumibol Adulyadej - Treffen mit Premierminister Prem Tinsulanonda                                                  |      |
| 4.–7. Mai            | Tokyo ( Japan)                                     | - Treffen mit Premierminister Nakasone Yasuhiro - Teilnahme am G7-Gipfel                                                                |      |
| 17. Juni             | Rambouillet ( Frankreich)                          | Treffen mit Präsident Jacques Chirac |      |
| 23. und 24. Juni     | Rom ( Italien)                                     | - Treffen mit Präsident Francesco Cossiga - Treffen mit Ministerpräsident Bettino Craxi                                                 |      |
| 24. Juni             | Vatikanstadt ( Vatikanstadt)                       | Audienz bei Papst Johannes Paul II. |      |
| 26. und 27. Juni     | Den Haag ( Niederlande)                            | Teilnahme am EG-Gipfel |      |
| 29. Juni             | Mexiko-Stadt ( Mexiko)                             | - Treffen mit Präsident Miguel de la Madrid Hurtado - Besuch beim Finalspiel der Fußball-Weltmeisterschaft                              |      |
| 8. Juli              | Straßburg ( Frankreich)                            | Teilnahme am Festakt zum 100. Geburtstag von Robert Schuman                                                                             |      |
| 20. August           | Sankt Gilgen ( Österreich)                         | Treffen mit Bundeskanzler Franz Vranitzky                                                                                               |      |
| 4. September         | Stockholm ( Schweden)                              | Treffen mit Ministerpräsident Ingvar Carlsson                                                                                           |      |
| 9. September         | Paris ( Frankreich)                                | Treffen mit dem ehemaligen Premierminister Jacques Chirac                                                                               |      |
| 20.–23. November     | Washington, D.C. und Chicago ( Vereinigte Staaten) | - Treffen mit Präsident Ronald Reagan - Treffen mit Vizepräsident George H. W. Bush - Rede vor dem Chicago Council on Foreign Relations |      |
| 18. und 19. November | Madrid ( Spanien)                                  | Treffen mit Ministerpräsident Felipe González                                                                                           |      |
| 5.–6. Dezember       | London ( Vereinigtes Königreich)                   | Teilnahme am EG-Gipfel |      |

### 1987
| Datum            | Ort                             | Hauptgrund | Bild |
| ---------------- | ------------------------------- | --- | ---- |
| 28. März         | Paris ( Frankreich)             | Treffen mit François Mitterrand |      |
| 3. Mai           | Straßburg ( Frankreich)         | Treffen mit Premierminister Jacques Chirac |      |
| 21. und 22. Mai  | Paris ( Frankreich)             | Treffen mit François Mitterrand |      |
| 8.–10. Juni      | Venedig ( Italien)              | Teilnahme am G7-Gipfel |      |
| 29. und 30. Juni | Brüssel ( Belgien)              | Teilnahme am EG-Gipfel |      |
| 5. Juli          | Reims ( Frankreich)             | - Treffen mit Premierminister Jacques Chirac - Teilnahme an den Feierlichkeiten zum 25. Jahrestag der Versöhnung zwischen Deutschland und Frankreich |      |
| 12.–19. Juli     | Shanghai ( Volksrepublik China) | - Treffen mit Präsident Li Xiannian - Treffen mit Premierminister Zhao Ziyang - Gespräch mit Deng Xiaoping                                           |      |
| 20. und 21. Juli | Kathmandu ( Nepal)              | - Treffen mit Premierminister Marich Man Singh Shrestha - Rede vor dem Parlament                                                                     |      |
| 15.–17. November | Yaoundé ( Kamerun)              | Treffen mit Präsident Paul Biya |      |
| 18. November     | Nairobi ( Kenia)                | Treffen mit Präsident Joaquim Alberto Chissano |      |
| 19.–21. November | Maputo ( Mosambik)              | Treffen mit Präsident Daniel arap Moi |      |
| 30. November     | Den Haag ( Niederlande)         | Treffen mit Ministerpräsident Ruud Lubbers |      |
| 3.–5. Dezember   | Kopenhagen ( Dänemark)          | Teilnahme am EG-Gipfelkonferenz |      |

### 1988
| Datum                      | Ort                                             | Hauptgrund | Bild |
| -------------------------- | ----------------------------------------------- | --- | ---- |
| 22. Januar                 | Paris ( Frankreich)                             | - Treffen mit Premierminister Jacques Chirac - Teilnahme zu den Feierlichkeiten zum des 25. Jahrestag Elysee-Vertrag                                              |      |
| 26.–27. Januar             | Prag ( Tschechoslowakei)                        | - Treffen mit Präsident Gustáv Husák - Treffen mit Ministerpräsident Lubomír Štrougal                                                                             |      |
| 2. Februar                 | London ( Vereinigtes Königreich)                | Treffen mit Premierministerin Margaret Thatcher |      |
| 11.–13. Februar            | Brüssel ( Belgien)                              | Teilnahme am EG-Sondergipfel |      |
| 17.–19. Februar            | Washington, D.C. ( Vereinigte Staaten)          | Treffen mit Präsident Ronald Reagan |      |
| 21. Februar                | Wien ( Österreich)                              | Treffen mit Vizekanzler Alois Mock |      |
| 2. März                    | Brüssel ( Belgien)                              | Teilnahme am NATO-Gipfel |      |
| 9. März                    | Straßburg ( Frankreich)                         | Rede vor dem Europäischen Parlament |      |
| 31. März                   | Salzburg ( Österreich)                          | Treffen mit Vizekanzler Alois Mock |      |
| 10. Mai                    | Brüssel ( Belgien)                              | Treffen mit Präsident der Europäischen Kommission Jacques Delors                                                                                                  |      |
| 12. Mai                    | Rom ( Italien)                                  | - Treffen mit Präsident Francesco Cossiga - Treffen mit Ministerpräsident Ciriaco De Mita                                                                         |      |
| 3.–5. Juni                 | Salzburg ( Österreich)                          | Teilnahme am Bilderberg-Konferenz |      |
| 15.–21. Juni               | Kitchener, Toronto, Ottawa und Québec ( Kanada) | - Treffen mit Premierminister Brian Mulroney - Rede vor dem Parlament - Verleihung der Ehrendoktorwürde der Universität Quebec - Teilnahme am G7-Gipfel           |      |
| 6. Juli                    | Straßburg ( Frankreich)                         | Besuch beim Europäischen Parlament |      |
| 9. Juli                    | Chequers ( Vereinigtes Königreich)              | Treffen mit Premierministerin Margaret Thatcher |      |
| 30. September – 3. Oktober | Jakarta ( Indonesien)                           | Treffen mit Präsident Suharto |      |
| 3.–5. Oktober              | Canberra ( Australien)                          | - Treffen mit Premierminister Bob Hawke - Ursprünglich geplante weitere Besuche in Neuseeland und Singapur wurden wegen des Todes von Franz Josef Strauß abgesagt |      |
| 14. Oktober                | Vezelay ( Frankreich)                           | Treffen mit Präsident François Mitterrand |      |
| 24.–27. Oktober            | Moskau ( Sowjetunion)                           | Treffen mit Generalsekretär Michail Gorbatschow |      |
| 12.–16. November           | Washington, D.C. ( Vereinigte Staaten)          | - Treffen mit Präsident Ronald Reagan - Treffen mit Vizepräsident George H. W. Bush                                                                               |      |
| 2. und 3. Dezember         | Rhodos ( Griechenland)                          | Teilnahme am EG-Gipfel |      |

### 1989
| Datum             | Ort                                    | Hauptgrund | Bild |
| ----------------- | -------------------------------------- | --- | ---- |
| 5. und 6. Februar | Sevilla ( Spanien)                     | Treffen mit Ministerpräsident Felipe González |      |
| 6. März           | Wien ( Österreich)                     | Treffen mit Bundeskanzler Franz Vranitzky |      |
| 27. Mai           | Den Haag ( Niederlande)                | Teilnahme an der Internationale Umweltschutzkonferenz |      |
| 6. April          | Paris ( Frankreich)                    | Treffen mit Präsident der Europäischen Kommission Jacques Delors |      |
| 13. und 14. April | Bern ( Schweiz)                        | Treffen mit Ministern der Schweizer Bundesregierung |      |
| 18. April         | Luxemburg-Stadt ( Luxemburg)           | Treffen mit Vorsitzendern des Ministerrats der Sowjetunion Nikolai Ryschkow |      |
| 19. und 20. April | Paris ( Frankreich)                    | - Treffen mit Präsident François Mitterrand - Ansprache zum 25-Jahr-Feier zur Europäische Weltraumorganisation |      |
| 27. Mai           | Den Haag ( Niederlande)                | Treffen mit Ministerpräsident Ruud Lubbers |      |
| 29. und 30. Mai   | Brüssel ( Belgien)                     | Teilnahme am NATO-Gipfel |      |
| 7. Juni           | New York City ( Frankreich)            | Referat bei der Council of Foreign Affairs |      |
| 22. Juni          | Paris ( Frankreich)                    | Treffen mit Präsident François Mitterrand |      |
| 26.–27. Juni      | Madrid ( Spanien)                      | Teilnahme am EG-Gipfel |      |
| 14.–16. Juli      | Paris ( Frankreich)                    | Teilnahme am G7-Gipfel |      |
| 24. Oktober       | Paris ( Frankreich)                    | Treffen mit Präsident François Mitterrand |      |
| 9.–14. November   | Krzyżowa, Warschau und Lublin ( Polen) | - Treffen mit Präsident Wojciech Jaruzelski - Treffen mit Ministerpräsident Tadeusz Mazowiecki - Verleihung Ehrendoktorwürde der Universität Lublin Anmerkung: Kohl unterbrach wegen des Mauerfalls seine Reise am 10. November für einen Tag und flog zurück nach Bonn und Berlin |      |
| 18. November      | Paris ( Frankreich)                    | Teilnahme am EG-Sondergipfel |      |
| 22. November      | Straßburg ( Frankreich)                | Teilnahme an einer Sondersitzung im Europaparlament |      |
| 3. Dezember       | Brüssel ( Belgien)                     | - Teilnahme am NATO-Gipfel - Gespräch mit US-Präsident George H. W. Bush |      |
| 8. Dezember       | Straßburg ( Frankreich)                | Teilnahme am EG-Gipfel |      |
| 15. Dezember      | Basel ( Schweiz)                       | Gespräch mit dem französischen Präsident François Mitterrand |      |
| 16.–18. Dezember  | Budapest ( Ungarn)                     | - Treffen mit Ministerpräsident Miklós Németh - Rede vor dem Parlament - Verleihung Ehrendoktorwürde der Universität Budapest |      |

### 1990
| Datum                | Ort                                                      | Hauptgrund | Bild |
| -------------------- | -------------------------------------------------------- | --- | ---- |
| 3. Januar            | Soustons ( Frankreich)                                   | Treffen mit Präsident François Mitterrand |      |
| 17. Januar           | Paris ( Frankreich)                                      | Rede am Institut für Internationale Beziehungen |      |
| 2. Februar           | Davos ( Schweiz)                                         | - Rede beim Weltwirtschaftsforum - Gespräch mit Hans Modrow |      |
| 10. Februar          | Moskau ( Sowjetunion)                                    | Treffen mit Präsident Michail Gorbatschow |      |
| 15. Februar          | Paris ( Frankreich)                                      | Treffen mit Präsident François Mitterrand |      |
| 24. und 25. Februar  | Camp David, Maryland ( Vereinigte Staaten)               | Treffen mit Präsident George H. W. Bush |      |
| 9. März              | Brüssel ( Belgien)                                       | Besuch bei der NATO |      |
| 23. März             | Brüssel ( Belgien)                                       | Besuch bei der EU-Kommission |      |
| 28. und 29. März     | Cambridge ( Vereinigtes Königreich)                      | Treffen mit Premierminister Margaret Thatcher |      |
| 25. und 26. April    | Paris ( Frankreich)                                      | Treffen mit Präsident François Mitterrand |      |
| 28. April            | Dublin ( Irland)                                         | Teilnahme am EU-Sondergipfel |      |
| 16. Mai              | Straßburg ( Frankreich)                                  | Rede vor dem EU-Parlament |      |
| 17. Mai              | Washington, D.C. ( Vereinigte Staaten)                   | Treffen mit Präsident George H. W. Bush |      |
| 5.–8. Juni           | Washington, D.C. und New York City ( Vereinigte Staaten) | - Treffen mit Präsident George H. W. Bush - Rede vor American Council über die Zukunft Deutschlands - Rede anlässlich Verleihung der Ehrendoktorwürde der Universität Harvard |      |
| 25. und 26. Juni     | Dublin ( Irland)                                         | Teilnahme am EU-Gipfel |      |
| 30. Juni             | Budapest ( Ungarn)                                       | Teilnahme an einer Tagung |      |
| 9.–11. Juli          | Houston ( Vereinigte Staaten)                            | Teilnahme am G7-Gipfel |      |
| 15. und 16. Juli     | Moskau ( Sowjetunion)                                    | - Treffen mit Präsident Michail Gorbatschow - Besuch im Kaukasus |      |
| 19. Oktober          | Venedig ( Italien)                                       | Treffen mit Ministerpräsident Giulio Andreotti |      |
| 27. und 28. Oktober  | Rom ( Italien)                                           | Teilnahme am EU-Sondergipfel |      |
| 19. und 20. November | Paris ( Frankreich)                                      | Teilnahme am KSZE-Gipfel |      |
| 5. Dezember          | Paris ( Frankreich)                                      | Treffen mit Präsident François Mitterrand |      |
| 14. und 15. Dezember | Rom ( Italien)                                           | Teilnahme am EU-Gipfel |      |

### 1991
| Datum              | Ort                                                                | Hauptgrund | Bild |
| ------------------ | ------------------------------------------------------------------ | --- | ---- |
| 15. Februar        | Paris ( Frankreich)                                                | Treffen mit Präsident François Mitterrand |      |
| 8. April           | Luxemburg-Stadt ( Luxemburg)                                       | Teilnahme am EU-Sondergipfel |      |
| 24. April          | Paris ( Frankreich)                                                | Treffen mit Präsident François Mitterrand |      |
| 20.–22. September  | Lanzarote ( Spanien)                                               | Treffen mit Ministerpräsident Felipe González |      |
| 20.–22. September  | Washington, D.C. ( Vereinigte Staaten)                             | Treffen mit Präsident George H. W. Bush |      |
| 26. Mai            | Kreta ( Griechenland)                                              | Gedenkfeier für alle gefallenen Soldaten |      |
| 29. und 30. Mai    | Lille ( Frankreich)                                                | Treffen mit Präsident François Mitterrand |      |
| 9. Juni            | Chequers ( Vereinigtes Königreich)                                 | Treffen mit Premierminister John Major |      |
| 22. Juni           | Luxemburg-Stadt ( Luxemburg)                                       | Treffen mit christdemokratischen EU-Regierungschefs |      |
| 25. Juni           | Paris ( Frankreich)                                                | Treffen mit Präsident François Mitterrand |      |
| 28. und 29. Juni   | Luxemburg-Stadt ( Luxemburg)                                       | Teilnahme am EU-Gipfel |      |
| 28. und 29. Juni   | Kiew, Ukraine ( Sowjetunion)                                       | Treffen mit Präsident Michail Gorbatschow |      |
| 15.–17. Juli       | London ( Vereinigtes Königreich)                                   | Teilnahme am G7-Gipfel |      |
| 11.–16. September  | San Francisco, Los Angeles, Washington, D.C. ( Vereinigte Staaten) | - Treffen mit Präsident George H. W. Bush - Rede zur Eröffnung des Center for German and European Studies - Rede an der Universität Berkeley - Treffen mit dem ehemaligen Präsident Ronald Reagan      |      |
| 19.–29. Oktober    | Santiago de Chile und Valparaíso ( Chile)                          | - Treffen mit Präsident Patricio Aylwin - Rede anlässlich der Verleihung der Ehrendoktorwürde der Universität Chile - Reden vor dem Nationalkongress - Rede vor der deutsch-chilenischen Handelskammer |      |
| 19.–29. Oktober    | Brasilia, São Paulo und Blumenau ( Brasilien)                      | - Treffen mit Präsident Fernando Collor de Mello - Reden vor dem Nationalkongress - Rede vor dem Club Transatlantico in Sao Paulo                                                                      |      |
| 7. und 8. November | Rom ( Italien)                                                     | Teilnahme am NATO-Gipfel |      |
| 26. November       | Brüssel ( Belgien)                                                 | Treffen mit EU-Regierungschefs |      |
| 3. Dezember        | Paris ( Frankreich)                                                | - Treffen mit Präsident François Mitterrand - Rede vor der Hochschule für Handelswissenschaften (HEC) in Jouy-en-Josas                                                                                 |      |

### 1992
| Datum               | Ort                                        | Hauptgrund                                                                                                   | Bild |
| ------------------- | ------------------------------------------ | --- | ---- |
| 6. Februar          | Budapest ( Ungarn)                         | - Treffen mit Ministerpräsident József Antall - Unterzeichnung des Deutsch-Ungarischen Freundschaftsvertrags |      |
| 13. Februar         | Paris ( Frankreich)                        | Treffen mit Präsident François Mitterrand                                                                    |      |
| 27.–28. Februar     | Prag ( Tschechien)                         | Unterzeichnung des Deutsch-Tschechischen Vertrages                                                           |      |
| 5. März             | Helsinki ( Finnland)                       | Rede vor dem Nordischen Rat                                                                                  |      |
| 21.–23. März        | Camp David, Maryland ( Vereinigte Staaten) | Treffen mit Präsident George H. W. Bush                                                                      |      |
| 5. Mai              | New York City ( Vereinigte Staaten)        | Rede vor dem US-Verlegerverband                                                                              |      |
| 22. und 23. Mai     | La Rochelle ( Frankreich)                  | Treffen mit Präsident François Mitterrand                                                                    |      |
| 8.–14. Juni         | Rio de Janeiro ( Brasilien)                | Teilnahme am UN-Umweltgipfel                                                                                 |      |
| 18. Juni            | Zürich ( Schweiz)                          | Rede vor dem Institut für Auslandsforschung                                                                  |      |
| 26. und 27. Juni    | Lissabon ( Portugal)                       | Teilnahme am EU-Gipfel                                                                                       |      |
| 9.–10. Juli         | Helsinki ( Finnland)                       | Teilnahme KSZE-Gipfel                                                                                        |      |
| 16.–17. Juli        | Oslo ( Norwegen)                           | Treffen mit Ministerpräsident Gro Harlem Brundtland                                                          |      |
| 12. August          | Prag ( Tschechien)                         | Teilnahme an der Trauerfeier für František Tomášek                                                           |      |
| 18. September       | Florenz ( Italien)                         | Treffen mit Ministerpräsident Carlo Azeglio Ciampi                                                           |      |
| 22. September       | Paris ( Frankreich)                        | Treffen mit Präsident Francois Mitterrand                                                                    |      |
| 29. September       | Luxemburg-Stadt ( Luxemburg)               | Treffen mit Ministerpräsident Jacques Santer                                                                 |      |
| 15. und 16. Oktober | Paris ( Frankreich)                        | Teilnahme am EU-Sondergipfel                                                                                 |      |
| 11. November        | Oxford ( Vereinigtes Königreich)           | - Treffen mit Premierminister John Major - Rede an der Oxford-Universität                                    |      |
| 14.–16. Dezember    | Moskau ( Russland)                         | Treffen mit Präsident Boris Jelzin                                                                           |      |

### 1993
| Datum                 | Ort                                        | Hauptgrund | Bild |
| --------------------- | ------------------------------------------ | --- | ---- |
| 25.–26. Januar        | Den Haag ( Niederlande)                    | - Treffen mit Ministerpräsident Ruud Lubbers - Rede vor dem Parlament                                                                                        |      |
| 18.–22. Februar       | Neu-Delhi ( Indien)                        | - Treffen mit Präsident Shankar Dayal Sharma - Treffen mit Premierminister P. V. Narasimha Rao - Rede anlässlich der Verleihung des Jawaharlal-Behru-Preises |      |
| 22.–24. Februar       | Singapur ( Singapur)                       | Treffen mit Präsident Wee Kim Wee |      |
| 24.–26. Februar       | Jakarta ( Indonesien)                      | Treffen mit Präsident Suharto |      |
| 26. Februar – 1. März | Tokio ( Japan)                             | - Treffen mit Premierminister Miyazawa Kiichi - Rede zur Verleihung der Ehrendoktorwürde durch der Sophia-Universität                                        |      |
| 1.–3. März            | Seoul ( Südkorea)                          | - Treffen mit Präsident Kim Young-sam - Rede vor der Koreanischen Nationalversammlung                                                                        |      |
| 3. März               | Moskau ( Russland)                         | Treffen mit Präsident Boris Jelzin |      |
| 26. und 27. März      | Washington, D.C. ( Vereinigte Staaten)     | Treffen mit Präsident Bill Clinton |      |
| 19.–21. Mai           | Ankara ( Türkei)                           | - Treffen mit Präsident Süleyman Demirel - Rede anlässlich der Ehrendoktorwürde der Universität Istanbul                                                     |      |
| 1. und 2. Juni        | Beaune ( Frankreich)                       | Treffen mit Präsident François Mitterrand |      |
| 9.–11. Juni           | Kiew ( Ukraine)                            | - Treffen mit Präsident Leonid Krawtschuk - Rede anlässlich der Unterzeichnung einer Deutsch-Ukrainischen Erklärung                                          |      |
| 9.–11. Juni           | Sofia ( Bulgarien)                         | - Treffen mit Präsident Schelju Schelew - Treffen mit Ministerpräsident Ljuben Berow - Verleihung der Ehrendoktorwürde durch die Universität Sofia           |      |
| 21. und 22. Juni      | Kopenhagen ( Dänemark)                     | - Treffen mit Ministerpräsident Poul Nyrup Rasmussen - Teilnahme am EU-Gipfel                                                                                |      |
| 7.–9. Juli            | Tokio ( Japan)                             | Teilnahme am G7-Gipfel |      |
| 10. Juli              | Irkutsk ( Russland)                        | Treffen mit Präsident Boris Jelzin |      |
| 27. Juli              | Salzburg ( Österreich)                     | Eröffnung einer Gedenkbibliothek zu Ehren von Wilfried Haslauer                                                                                              |      |
| 3. und 4. September   | Stockholm ( Schweden)                      | Gespräch mit dem französischen Präsident Francois Mitterrand                                                                                                 |      |
| 8. Oktober            | Wien ( Österreich)                         | Teilnahme am Europarat |      |
| 13. Oktober           | Paris ( Frankreich)                        | Rede vor dem französischen Senat |      |
| 18. Oktober           | Bern ( Schweiz)                            | Treffen mit Bundespräsident Adolf Ogi |      |
| 29. Oktober           | Brüssel ( Belgien)                         | Teilnahme am EU-Sondergipfel |      |
| 14.–22. November      | Peking und Shanghai ( Volksrepublik China) | - Treffen mit Präsident Jiang Zemin - Rede anlässlich Ehrenprofessur der Tongji-Universität                                                                  |      |
| 23. November          | Moskau ( Russland)                         | Treffen mit Präsident Boris Jelzin |      |
| 26. und 27. November  | Granada ( Spanien)                         | Treffen mit Ministerpräsident Felipe González |      |
| 17. Dezember          | Budapest ( Ungarn)                         | Teilnahme an der Trauerfeier für Ministerpräsident József Antall                                                                                             |      |

### 1994
| Datum              | Ort                                    | Hauptgrund                                                                         | Bild |
| ------------------ | -------------------------------------- | ---------------------------------------------------------------------------------- | ---- |
| 10.–11. Januar     | Brüssel ( Belgien)                     | Teilnahme am NATO-Gipfel                                                           |      |
| 27. Januar         | Davos ( Schweiz)                       | Rede beim Weltwirtschaftsforum                                                     |      |
| 30. und 31. Januar | Washington, D.C. ( Vereinigte Staaten) | - Treffen mit Präsident Bill Clinton - Rede vor der National Governors Association |      |
| 21. April          | Budapest ( Ungarn)                     | - Treffen mit Ministerpräsident Péter Boross - Treffen mit Präsident Árpád Göncz   |      |
| 27. April          | Chequers ( Vereinigtes Königreich)     | Treffen mit Premierminister John Major                                             |      |
| 3. Mai             | Vatikanstadt                           | Privataudienz bei Papst Johannes Paul II.                                          |      |
| 30. und 31. Mai    | Mülhausen ( Frankreich)                | Treffen mit Präsident François Mitterrand                                          |      |
| 17. und 18. Juni   | Chicago ( Vereinigte Staaten)          | Besuch der Fußball-Weltmeisterschaft                                               |      |
| 24. und 25. Juni   | Korfu ( Griechenland)                  | Teilnahme EU-Gipfel                                                                |      |
| 8.–10. Juli        | Neapel ( Italien)                      | Teilnahme am G7-Gipfel                                                             |      |
| 14. Juli           | Paris ( Frankreich)                    | Teilnahme an der Parade zum französischen Nationalfeiertag                         |      |
| 5. und 6. Dezember | Budapest ( Ungarn)                     | Teilnahme am KSZE-Gipfel                                                           |      |
| 14. Dezember       | Straßburg ( Frankreich)                | Rede vor dem Europaparlament                                                       |      |

### 1995
| Datum             | Ort                                    | Hauptgrund | Bild |
| ----------------- | -------------------------------------- | --- | ---- |
| 4. Januar         | Chamonix-Mont-Blanc ( Frankreich)      | Treffen mit Ministerpräsident Édouard Balladur |      |
| 25. Januar        | Den Haag ( Niederlande)                | Treffen mit Ministerpräsident Willem Kok |      |
| 1. Februar        | Paris ( Frankreich)                    | Treffen mit Präsident François Mitterrand |      |
| 8.–10. Februar    | Washington, D.C. ( Vereinigte Staaten) | Treffen mit Präsident Bill Clinton |      |
| 8. Mai            | Moskau ( Russland)                     | Teilnahme an der Gedenkfeier zum 50. Jahrestag des Ende des Zweiten Weltkriegs |      |
| 17.–18. Mai       | Straßburg ( Frankreich)                | - Treffen mit Präsident Jacques Chirac - Besuch des Europaparlaments |      |
| 22.–23. Mai       | Rotterdam und Den Haag ( Niederlande)  | Treffen mit Ministerpräsident Willem Kok |      |
| 2.–8. Juni        | Kairo ( Ägypten)                       | Treffen mit Präsident Husni Mubarak |      |
| 2.–8. Juni        | Amman und Baqura ( Jordanien)          | Treffen mit König Hussein I. |      |
| 2.–8. Juni        | Jerusalem und Sde Boker ( Israel)      | - Treffen mit Ministerpräsident Jitzchak Rabin - Besuch der Holocaust-Gedenkstätte Yad Vashem - Verleihung der Ehrendoktorwürde der Ben-Gurion-Universität - Rede an der Hebräischen Universität in Jerusalem |      |
| 2.–8. Juni        | Jericho ( Palästina)                   | Treffen mit Palästinenser-Führer Jassir Arafat |      |
| 15.–17. Juni      | Halifax ( Kanada)                      | Teilnahme am G7-Gipfel |      |
| 26.–27. Juni      | Cannes ( Frankreich)                   | Teilnahme am EU-Gipfel |      |
| 6.–8. Juli        | Warschau und Auschwitz ( Polen)        | - Treffen mit Präsident Lech Wałęsa - Treffen mit Ministerpräsident Józef Oleksy - Rede vor dem Sejm und dem Senat - Eröffnung der Deutsch-Polnischen Industrie- und Handelskammer                            |      |
| 11. Juli          | Straßburg ( Frankreich)                | Treffen mit Präsident Jacques Chirac |      |
| 19. Juli          | Santiago de Compostela ( Frankreich)   | Treffen mit Ministerpräsident Felipe González |      |
| 29. August        | Stresa ( Italien)                      | Treffen mit Ministerpräsident Lamberto Dini |      |
| 3. September      | Moskau ( Russland)                     | Treffen mit Präsident Boris Jelzin |      |
| 9.–15. September  | Kapstadt und Johannesburg ( Südafrika) | - Treffen mit Präsident Nelson Mandela - Erstmaliger Besuch eines Bundeskanzlers in Südafrika |      |
| 9.–15. September  | Windhoek ( Namibia)                    | Treffen mit Präsident Sam Nujoma |      |
| 22.–23. September | Mallorca ( Spanien)                    | Teilnahme am EU-Sondergipfel |      |
| 28. September     | Straßburg ( Frankreich)                | Rede vor der Parlamentarischen Versammlung des Europarats |      |
| 6. November       | Jerusalem ( Israel)                    | Teilnahme an der Trauerfeier für Jitzhak Rabin |      |
| 12.–21. November  | Tianjin ( Volksrepublik China)         | Treffen mit Präsident Jiang Zemin |      |
| 12.–21. November  | Hanoi ( Vietnam)                       | - Treffen mit Präsident Lê Đức Anh - Treffen mit Generalsekretär Đỗ Mười |      |
| 12.–21. November  | Singapur ( Singapur)                   | Treffen mit Präsident Ong Teng Cheong |      |
| 12.–14. Dezember  | Paris ( Frankreich)                    | Unterzeichnung des Dayton-Abkommens zur Beendigung des Bosnien-Krieges |      |
| 15.–16. Dezember  | Madrid ( Spanien)                      | Teilnahme am EU-Gipfel |      |

### 1996
| Datum                     | Ort                                  | Hauptgrund | Bild |
| ------------------------- | ------------------------------------ | --- | ---- |
| 11. Januar                | Paris ( Frankreich)                  | Teilnahme an der Trauerfeier für den ehemaligen französischen Präsidenten François Mitterrand                      |      |
| 2. Februar                | Löwen ( Belgien)                     | Rede anlässlich der Verleihung der Ehrendoktorwürde der Katholischen Universität                                   |      |
| 18.–21. Februar           | Moskau ( Russland)                   | - Treffen mit Präsident Boris Jelzin - Treffen mit dem Petersburger Bürgermeister Anatoli Sobtschak                |      |
| 1. März                   | Bangkok ( Thailand)                  | Teilnahme am ASEM-Gipfel                                                                                           |      |
| 13. März                  | Scharm el Scheich ( Ägypten)         | Rede beim Antiterror-Gipfel                                                                                        |      |
| 29. März                  | Turin ( Italien)                     | Teilnahme am EU-Sondergipfel                                                                                       |      |
| 19. und 20. April         | Moskau ( Russland)                   | Treffen mit Präsident Boris Jelzin                                                                                 |      |
| 28. April                 | London ( Vereinigtes Königreich)     | Treffen mit Premierminister John Major                                                                             |      |
| 5. Mai                    | Gotland ( Schweden)                  | Gipfel der Ostseeanrainerstaaten                                                                                   |      |
| 15. Mai                   | Brüssel ( Belgien)                   | Besuch bei der EU-Kommission                                                                                       |      |
| 22.–24. Mai               | Milwaukee ( Vereinigte Staaten)      | Treffen mit Präsident Bill Clinton                                                                                 |      |
| 30. und 31. Mai           | Lissabon ( Portugal)                 | Treffen mit Premierminister Antonio Guterres                                                                       |      |
| 1.–3. Juni                | Rabat ( Marokko)                     | Treffen mit König Hassan II.                                                                                       |      |
| 5. und 6. Juni            | Dijon ( Frankreich)                  | Treffen mit Präsident Jacques Chirac                                                                               |      |
| 18. Juni                  | Manchester ( Vereinigtes Königreich) | Besuch des Finales der Fußball-Europameisterschaft                                                                 |      |
| 22. Juni                  | Florenz ( Italien)                   | Teilnahme am EU-Gipfel                                                                                             |      |
| 27.–29 Juni               | Lyon ( Frankreich)                   | Teilnahme am G7-Gipfel                                                                                             |      |
| 1. Juli                   | London ( Vereinigtes Königreich)     | Besuch der Fußball-Europameisterschaft                                                                             |      |
| 17. und 18. Juli          | Wien ( Österreich)                   | - Treffen mit Bundespräsident Thomas Klestil - Treffen mit Bundeskanzler Franz Vranitzky                           |      |
| 3. und 4. September       | Kiew ( Ukraine)                      | - Treffen mit Präsident Leonid Kutschma - Verleihung der Ehrendoktorwürde der Taras-Schewtschenko-Universität Kiew |      |
| 7. September              | Moskau ( Russland)                   | Treffen mit Präsident Boris Jelzin                                                                                 |      |
| 14.–21. September         | Buenos Aires ( Argentinien)          | - Treffen mit Präsident Carlos Menem - Rede vor dem Nationalkongress                                               |      |
| 14.–21. September         | Brasilia ( Brasilien)                | Treffen mit Präsident Fernando Henrique Cardoso                                                                    |      |
| 14.–21. September         | Puebla und Mexiko-Stadt ( Mexiko)    | - Treffen mit Präsident Ernesto Zedillo - Rede vor dem Senat                                                       |      |
| 2.–5. Oktober             | Dublin ( Irland)                     | - Treffen mit Ministerpräsident John Bruton - Rede vor dem Parlament - Teilnahme am EU-Sondergipfel                |      |
| 26. Oktober – 2. November | Jakarta ( Indonesien)                | Treffen mit Präsident Suharto                                                                                      |      |
| 26. Oktober – 2. November | Manila ( Philippinen)                | Treffen mit Präsident Fidel Ramos                                                                                  |      |
| 26. Oktober – 2. November | Tokio ( Japan)                       | Treffen mit Premierminister Ryūtarō Hashimoto                                                                      |      |
| 2. Dezember               | Lissabon ( Portugal)                 | Rede beim OSZE-Gipfel                                                                                              |      |
| 13. und 14. Dezember      | Dublin ( Irland)                     | Teilnahme am EU-Gipfel                                                                                             |      |

### 1997
| Datum                | Ort                                           | Hauptgrund | Bild |
| -------------------- | --------------------------------------------- | --- | ---- |
| 4. Januar            | Moskau ( Russland)                            | Treffen mit Präsident Boris Yeltsin |      |
| 21. und 22. Januar   | Prag ( Tschechien)                            | - Treffen mit Präsident Václav Havel - Rede anlässlich der Unterzeichnung einer deutsch-tschechischen Erklärung                                                                    |      |
| 13. März             | Den Haag ( Niederlande)                       | Treffen mit Ministerpräsident Willem Kok |      |
| 2. Mai               | Bandar Seri Begawan ( Brunei)                 | Treffen mit Sultan Hassanal Bolkiah |      |
| 5.–9. Mai            | Canberra und Sydney ( Australien)             | Treffen mit Ministerpräsident John Howard |      |
| 5.–9. Mai            | Wellington ( Neuseeland)                      | Treffen mit Ministerpräsident Jim Bolger |      |
| 5.–9. Mai            | Hongkong ( Hongkong)                          | Treffen mit Gouverneur Chris Patten |      |
| 10. Mai              | Almaty ( Kasachstan)                          | - Treffen mit Präsident Nursultan Nasarbajew - Erstmaliger Besuch eines Bundeskanzlers in Kasachstan                                                                               |      |
| 21. Mai              | Paris ( Frankreich)                           | Treffen mit Präsident Jacques Chirac |      |
| 23. und 24. Mai      | Noordwijk ( Niederlande)                      | Teilnahme am EU-Sondergipfel |      |
| 27. Mai              | Paris ( Frankreich)                           | Unterzeichnung der NATO-Russland-Grundakte über gegenseitige Beziehungen zwischen der NATO und der Russischen Föderation                                                           |      |
| 12. und 13. Juni     | Den Haag ( Niederlande)                       | Teilnahme an den Feierlichkeiten anlässlich von 50 Jahren Marshall-Plan |      |
| 2. Juni              | Interlaken ( Schweiz)                         | Rede vor der International Monetary Conference |      |
| 04. und 05. Juni     | Washington, D.C. ( Vereinigte Staaten)        | - Treffen mit Präsident Bill Clinton - Teilnahme an den Feierlichkeiten zu 50 Jahre Marshall-Plan - Rede anlässlich der Verleihung des Marshall-Preises                            |      |
| 12. und 13. Juni     | Poitiers ( Frankreich)                        | Treffen mit Jacques Chirac |      |
| 16. und 17. Juni     | Amsterdam ( Niederlande)                      | Teilnahme am EU-Gipfel |      |
| 19.–24. Juni         | Chicago, Denver ( Vereinigte Staaten)         | - Rede vor dem Council on Foreign Relations - Rede vor dem UN-Umwelt-Gipfel - Rede bei der Festveranstaltung 50 Jahre Deutsch-Amerikanische Handelskammer - Teilnahme am G7-Gipfel |      |
| 8. und 9. Juli       | Madrid ( Spanien)                             | Teilnahme am NATO-Gipfel |      |
| 17. September        | Luxemburg (Stadt) ( Luxemburg)                | Rede anlässlich der Verleihung des „Vision-für-Europa“-Preises |      |
| 10. Oktober          | Straßburg ( Frankreich)                       | Rede beim Gipfeltreffen des Europarats |      |
| 19. Oktober          | Chequers ( Vereinigtes Königreich)            | Treffen mit Premierminister Tony Blair |      |
| 27. Oktober          | Hambach ( Frankreich)                         | - Treffen mit Präsident Jacques Chirac - Einweihung eines Produktionswerk am Standort smartville im lothringischen Hambach                                                         |      |
| 10. November         | Toulouse ( Frankreich)                        | Teilnahme am EVP-Treffen |      |
| 20. und 21. November | Luxemburg (Stadt) ( Luxemburg)                | Teilnahme am EU-Sondergipfel |      |
| 30. November         | Moskau ( Russland)                            | Treffen mit Präsident Boris Yeltsin |      |
| 12. und 13. Dezember | Luxemburg (Stadt) ( Luxemburg)                | Teilnahme am EU-Gipfel |      |
| 23. Dezember         | Feldlager Rajlovac ( Bosnien und Herzegowina) | Besuch bei den Deutschen Bundeswehrsoldaten |      |

### 1998
| Datum                                      | Ort                                  | Hauptgrund | Bild |
| ------------------------------------------ | ------------------------------------ | --- | ---- |
| 20. Januar                                 | Rom ( Italien)                       | Treffen mit Ministerpräsident Romano Prodi |      |
| 23. Januar                                 | Riga ( Lettland)                     | - Teilnahme am Ostseeratsgipfel - Erstmaliger Besuch eines Bundeskanzlers in Lettland                                                                 |      |
| 29. Januar                                 | Davos ( Schweiz)                     | Rede beim Weltwirtschaftsforum |      |
| 18. Februar                                | London ( Vereinigtes Königreich)     | Verleihung der Ehrenbürgerwürde |      |
| 21. Februar                                | Posen ( Polen)                       | Teilnahme am Gipfel des Weimarer Dreiecks |      |
| 23. Februar                                | Madrid ( Spanien)                    | Treffen mit Ministerpräsident José María Aznar |      |
| 28. Februar                                | Chartres ( Frankreich)               | Teilnahme am Gedenkgottesdienst anlässlich des 50. Todestags von Franz Stock                                                                          |      |
| 12. März                                   | London ( Vereinigtes Königreich)     | Teilnahme am EU-Gipfel; Europakonferenz |      |
| 26. März                                   | Moskau ( Russland)                   | Zusammen mit dem französischen Jacques Chirac, treffen bei Präsident Boris Jelzin                                                                     |      |
| 3. und 4. April                            | London ( Vereinigtes Königreich)     | Teilnahme am ASEM-Gipfelkonferenz |      |
| 1.–3. Mai                                  | Brüssel ( Belgien)                   | Teilnahme am EU-Sondergipfel |      |
| 7. und 8. Mai                              | Avignon ( Frankreich)                | Treffen mit Präsident Jacques Chirac |      |
| 15.–17. Mai                                | Birmingham ( Vereinigtes Königreich) | Teilnahme am G8-Gipfel |      |
| 23. und 24. Mai                            | Boston ( Vereinigte Staaten)         | - Rede zur Eröffnung des Zentrums für Deutsche und Europäische Studien - Rede anlässlich der Verleihung der Ehrendoktorwürde der Brandeis-Universität |      |
| 3. Juni                                    | Bologna ( Italien)                   | Treffen mit Ministerpräsident Romano Prodi |      |
| 11. Juni                                   | Kreisau ( Polen)                     | Rede zur Eröffnung der Internationalen Jugendbegegnungsstätte                                                                                         |      |
| 12. Juni                                   | Nizza ( Frankreich)                  | Besuch der Nationalmannschaft bei der Fußball-Weltmeisterschaft                                                                                       |      |
| 15. und 16. Juni                           | Cardiff ( Vereinigtes Königreich)    | Teilnahme am EU-Gipfel |      |
| 24. Juni                                   | Cambridge ( Vereinigtes Königreich)  | Verleihung der Ehrendoktorwürde an der Universität Cambridge                                                                                          |      |
| 5. Juli                                    | Lyon ( Frankreich)                   | Besuch der Fußball-Weltmeisterschaft |      |
| 9. Oktober                                 | Vatikanstadt                         | Privataudienz bei Papst Johannes Paul II. |      |
| 20. Oktober                                | Warschau ( Polen)                    | Verleihung des Ordens „Weißer Adler“ |      |
| Kohls Amtszeit endete am 27. Oktober 1998. |                                      | |      |